# Darwin (Minnesota)
Darwin ist eine Kleinstadt in Minnesota, USA. Das U.S. Census Bureau hat bei der Volkszählung 2020 eine Einwohnerzahl von 348 ermittelt.

## Geografie

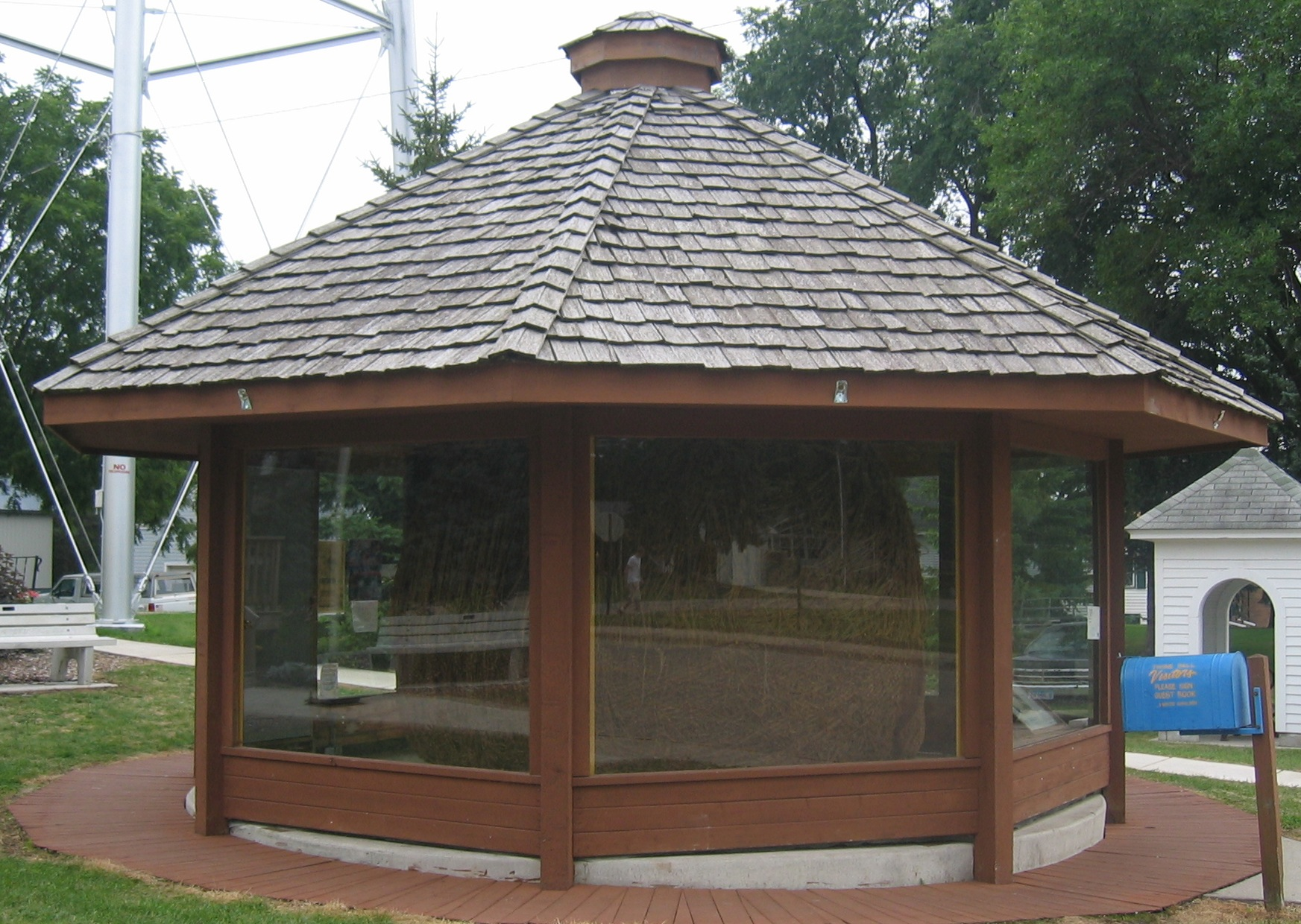
Der größte Kordelknäuel der Welt

Durch Darwin führt der U.S. Highway 12, wobei sich der Ort auf halber Strecke zwischen dem westlich gelegenen Litchfield und dem östlich gelegenen Dassel befindet.

## Geschichte
Erste räumliche Einteilungen nahmen Landvermesser aus Dubuque (Iowa) auf dem Papier vor, wobei sie die Stelle „Stella City“ nannten. Als man den Ort 1858 aufbaute, nannte man ihn „Rice City“ zu Ehren von Edmund Rice, damals Präsident einer Eisenbahngesellschaft. 1869 wurde der Ort umbenannt zu Ehren von Electus Darwin Litchfield (1817–1888). Dieser war Aktionär derselben Eisenbahngesellschaft, deren Linie von Saint Paul (Minnesota) aus in den 1860er Jahren bis hierher ausgebaut worden war.

## Sehenswürdigkeiten
Im Ort liegt ein großer Kordel-Knäuel, der der größte der Welt sein soll. Er ist von einer Holzhütte mit Plexiglasfenstern überdacht und wiegt ca. 7900 kg bei einem Durchmesser von ca. 4 m und wurde von Francis A. Johnson in 29-jähriger Arbeit hergestellt. 1989 veröffentlichte Weird Al Yankovic ein Lied namens „The Biggest Ball of Twine in Minnesota“ in seinem Album „UHF – Original Motion Picture Soundtrack and Other Stuff“ zu dem Knäuel.